# 卡贾兰

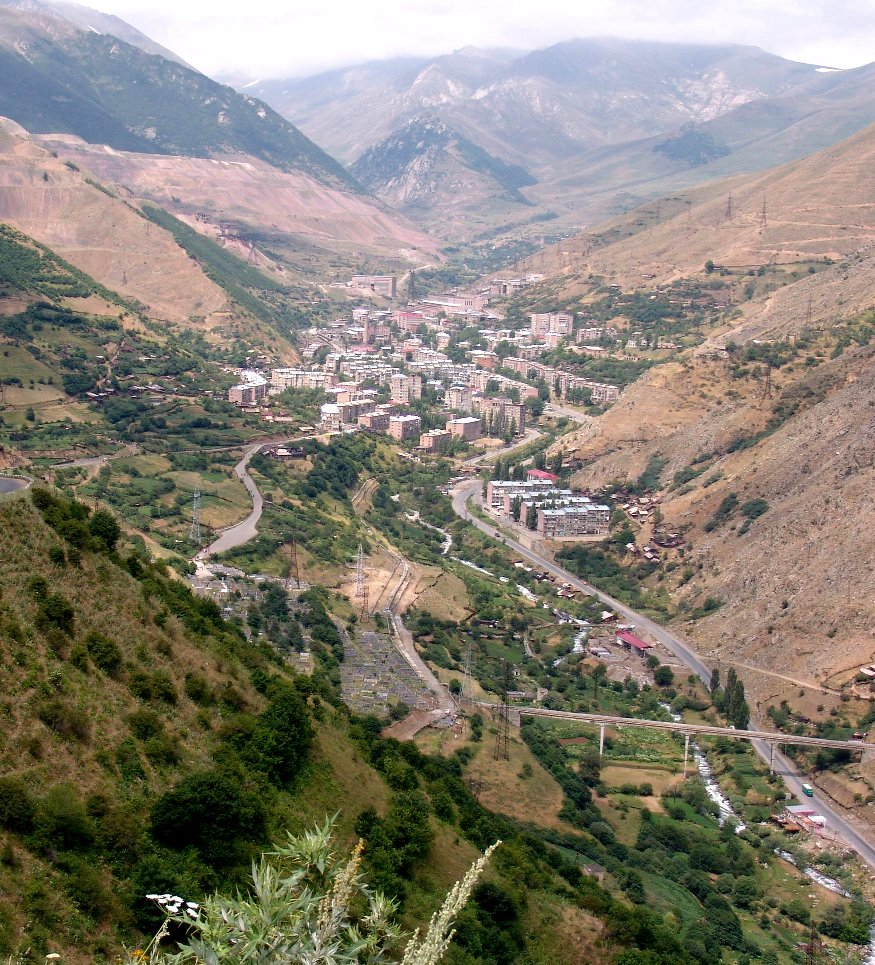
卡贾兰

卡贾兰是亚美尼亚南部休尼克州的一个城镇，在省会卡潘以西25公里处，距离首都埃里温356公里，2011年人口为7163人。当地以矿产丰富而知名。